# Propefusus
Propefusus is een geslacht van weekdieren uit de klasse van de Gastropoda (slakken).

## Soorten
- Propefusus australis (Quoy & Gaimard, 1833)
- Propefusus novaehollandiae (Reeve, 1848)
- Propefusus pulleinei (Verco, 1895)
- Propefusus undulatus (Perry, 1811)